# Cúllar
Cúllar ist eine südspanische Kleinstadt und eine Gemeinde (municipio) mit insgesamt 3.936 Einwohnern (Stand: 2024) im Osten der Provinz Granada in der Autonomen Region Andalusien.

## Lage und Klima
Die Kleinstadt Cúllar liegt am gleichnamigen Fluss in der „Senke von Baza“ in einer Höhe von ca. 895 m. Die Provinzhauptstadt Granada befindet sich ca. 118 km (Fahrtstrecke) südwestlich; die Nachbarstadt Baza ist nur 24 km entfernt. Das Klima im Winter ist gemäßigt, im Sommer dagegen warm bis heiß; die geringen Niederschlagsmengen (ca. 335 mm/Jahr) fallen – mit Ausnahme der nahezu regenlosen Sommermonate – verteilt übers ganze Jahr.

## Bevölkerungsentwicklung
| Jahr      | 1857  | 1900  | 1950   | 2000  | 2020  |
| Einwohner | 6.377 | 8.007 | 10.607 | 4.836 | 4.091 |

Die Mechanisierung der Landwirtschaft, die Aufgabe bäuerlicher Kleinbetriebe („Höfesterben“) und der daraus resultierende Verlust von Arbeitsplätzen haben in der zweiten Hälfte des 20. Jahrhunderts zu einem deutlichen Rückgang der Bevölkerung geführt. Zur Gemeinde gehören auch mehrere Weiler (pedanías) sowie verstreut liegende Einzelgehöfte (fincas).

## Wirtschaft
Die Bewohner früherer Zeiten lebten zumeist als Selbstversorger von den Erträgen ihrer Felder und Hausgärten. Außerdem betrieben sie in geringem Umfang auch Viehzucht (v. a. Schafe, Ziegen und Schweine); Esel wurden als Tragtiere gehalten. Dieser Zustand wandelte sich erst mit dem Ausbau der Infrastruktur im 20. Jahrhundert. Heute dominieren Oliven- und Mandelbaumplantagen; daneben spielt auch der Anbau von Gemüse (lechuga) und Weizen (trigo) eine wichtige Rolle im Wirtschaftsleben der Stadtgemeinde. Im Ort selbst haben sich Kleinhändler, Handwerker und Dienstleistungsbetriebe aller Art angesiedelt.

## Geschichte

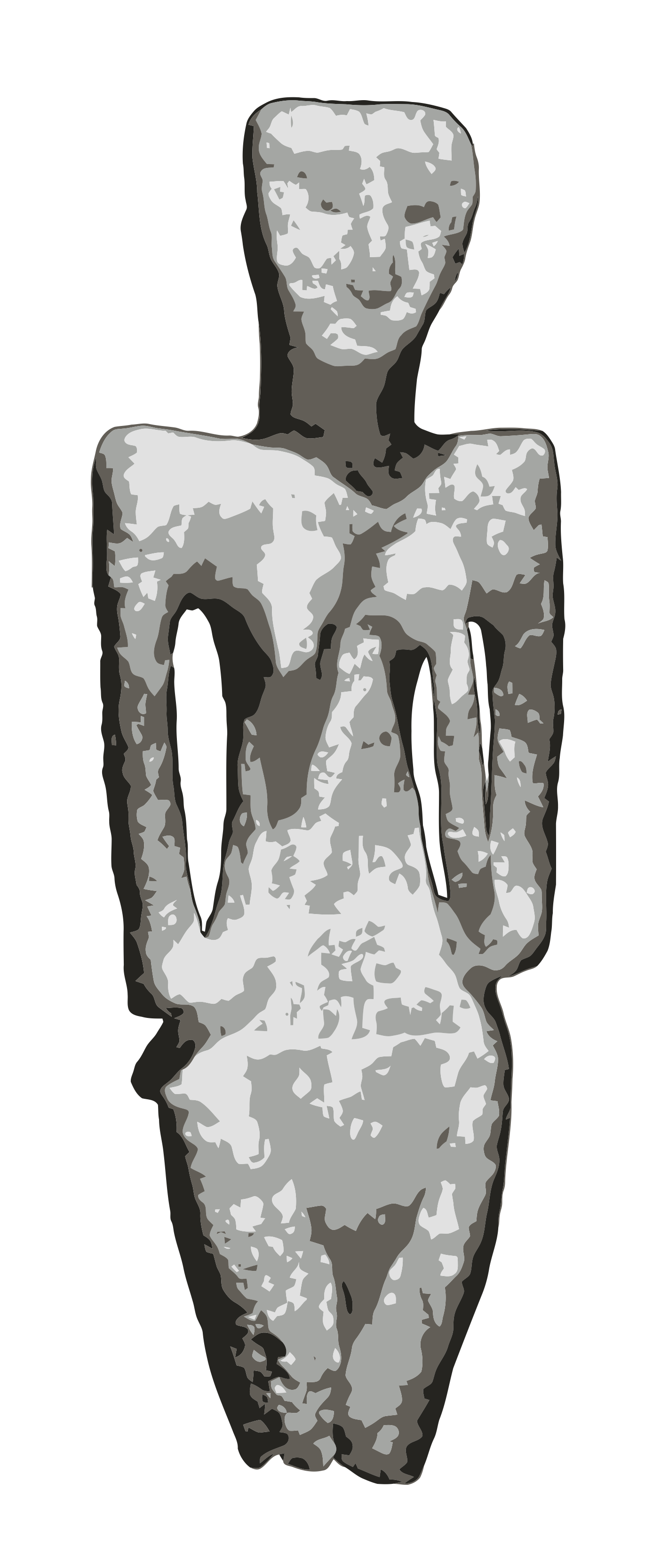
Schlanke Frauenfigur der Bronzezeit

Die Gegend um Cúllar war schon lange von Menschen genutzt, bevor sich im 3. Jahrtausend v. Chr. Angehörige der bronzezeitlichen Los-Millares-Kultur hier ansiedelten; aus dieser Zeit stammen zwei kleinere Frauenfigürchen. Spuren der Iberer wurden bislang nicht entdeckt. In der Antike verlief die Via Augusta durch das Gebiet, doch erst in maurischer Zeit entstand hier ein von einer Burg (castillo) gesicherter größerer Ort, der in der Zeit der Reconquista mehrfach den Besitzer wechselte, bevor er im Jahr 1488 endgültig in christliche Hände fiel. Fortan stand er unter der Verwaltung durch die Nachbarstadt Baza, doch verlor er nach dem Moriskenaufstand des Jahres 1568 einen Großteil seiner Einwohner, so dass er mit Christen aus dem Norden und Süden der Iberischen Halbinsel wiederbesiedelt werden musste (repoblación); erst im Jahr 1620 erhielt der Ort seine Eigenständigkeit.

## Sehenswürdigkeiten

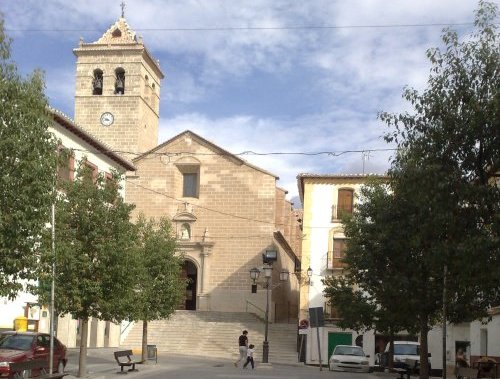
Cúllar – Iglesia de Santa María de la Anunciación

- Die einschiffige, in einem schmucklosen Renaissance-Stil gestaltete Iglesia de Santa María de la Anunciación entstand um das Jahr 1535 an der Stelle einer Moschee (mezquita).
- Der Palacio de los Marqueses de Cadimo aus dem Jahr 1678 zeigt bereits barocke Zierelemente in der Fassadengestaltung sowie einen säulenbestandenen Innenhof (patio).

Umgebung
- Auf einer felsigen Anhöhe in der Umgebung des Ortes erhebt sich die nur noch etwa 4 m hohe Ruine eines Wachturms (atalaya) aus maurischer Zeit.
- Ca. 2 km südwestlich des Ortes stehen der 14 m hohe Torre Alabí aus dem 11. Jahrhundert und eine überkuppelte Kapelle (ermita).